# Brinovščica
Brinovščica este o localitate din comuna Ribnica, Slovenia, cu o populație de 17 locuitori.